# Prix de la Communauté de communes de la Thiérache du Centre
Le Prix de la Communauté de communes de la Thiérache du Centre, Prix de la Ville de La Capelle avant 2014, est une course hippique de trot attelé se déroulant début juillet sur l'hippodrome de la Thiérache à La Capelle, en France.
C'est une course internationale de Groupe II réservée aux chevaux de 4 à 10 ans ayant gagné au moins 160 000 €.
Elle se court sur la distance de 1 609 mètres (1 mille), départ à l'autostart. L'allocation s'élève à 100 000 €, dont 45 000 € pour le vainqueur.
Elle est la deuxième des trois épreuves françaises du Challenge du trot à grande vitesse (les deux autres sont le Critérium de vitesse de Basse-Normandie et le Grand Prix du Département des Alpes-Maritimes).

## Palmarès depuis 2012
| Année | Vainqueur          | Pays   | Père             | Driver                | Entraîneur          | Réd.km |
| ----- | ------------------ | ------ | ---------------- | --------------------- | ------------------- | ------ |
| 2022  | Hohneck            | France | Royal Dream      | François Lagadeuc     | Philippe Allaire    | 1'11"4 |
| 2021  | Davidson du Pont   | France | Pacha du Pont    | Nicolas Bazire        | Jean-Michel Bazire  | 1'09"3 |
| 2020  | Drôle de Jet       | France | Coktail Jet      | Pierre Vercruysse     | Pierre Vercruysse   | 1'09"6 |
| 2019  | Valko Jenilat      | France | Kepler           | Paul-Philippe Ploquin | Sébastien Guarato   | 1'10"5 |
| 2018  | Bold Eagle         | France | Ready Cash       | Franck Nivard         | Sébastien Guarato   | 1'10"8 |
| 2017  | Up and Quick       | France | Buvetier d'Aunou | Franck Nivard         | Franck Leblanc      | 1'10"2 |
| 2016  | Your Highness (sv) | Suède  | Chocolatier      | Örjan Kihlström       | Fabrice Souloy      | 1'10"8 |
| 2015  | Roi du Lupin       | France | Fleuron Perrine  | Franck Ouvrie         | Jean-Paul Marmion   | 1'11"6 |
| 2014  | Roi du Lupin       | France | Fleuron Perrine  | Anthony Barrier       | Jean-Paul Marmion   | 1'10"9 |
| 2013  | Commander Crowe    | Suède  | Juliano Star     | Franck Ouvrie         | Fabrice Souloy      | 1'11"1 |
| 2012  | Quaker Jet         | France | Love You         | Jean-Étienne Dubois   | Jean-Étienne Dubois | 1'11"5 |